# Роберто Росалес
Роберто Росалес (ісп. Roberto Rosales, нар. 20 листопада 1988, Каракас) — венесуельський футболіст, захисник кіпрського клубу АЕК (Ларнака).
Виступав, зокрема, за клуби «Гент» та «Твенте», а також національну збірну Венесуели.

## Клубна кар'єра
Народився 20 листопада 1988 року в місті Каракас. Вихованець футбольної школи клубу «Каракас». Професійну футбольну кар'єру розпочав 2006 року в основній команді того ж клубу, в якій провів один сезон.
2007 року приєднався до клубу «Гент». Відіграв за команду з Гента наступні три сезони своєї ігрової кар'єри. Більшість часу, проведеного у складі «Гента», був основним гравцем захисту команди.
2010 року уклав контракт з клубом «Твенте», у складі якого провів наступні чотири роки своєї кар'єри гравця. Граючи у складі «Твенте» також здебільшого виходив на поле в основному складі команди. 7 грудня 2010 року Росалес забив гол у грі Ліги чемпіонів проти «Тоттенгем Готспур» (3:3) і став першим венесуельським футболістом, який забив гол у цьому турнірі.
До складу клубу «Малага» приєднався 2014 року. За чотири сезони встиг відіграти за клуб з Малаги 136 матчів в Ла Лізі, після чого з 2018 по 2019 виступав на правах оренди у складі «Еспаньйола», а 2019 року перейшов у «Леганес», з яким 2020 року вилетів до Сегунди.
У серпні 2021 року у статусі вільного агента перейшов у кіпрський АЕК (Ларнака).

## Виступи за збірну
З молодіжною командою став срібним призером Ігор Центральної Америки та Карибського басейну у 2006 році.
2007 року дебютував в офіційних матчах у складі національної збірної Венесуели. Наразі провів у формі головної команди країни 65 матчів.
У складі збірної був учасником п'яти Кубків Америки — 2011 року в Аргентині, 2015 року у Чилі, 2016 року у США, а також 2019 та 2022 років, що пройшли у Бразилії.

## Статистика виступів

### Статистика клубних виступів
Станом на 29 травня 2016.
| Команда           | Сезон             | Чемпіонат | Чемпіонат | Національний кубок | Національний кубок | Континентальні кубки | Континентальні кубки | Усього | Усього |
| Команда           | Сезон             | Ігор      | Голів     | Ігор               | Голів              | Ігор                 | Голів                | Ігор   | Голів  |
| ----------------- | ----------------- | --------- | --------- | ------------------ | ------------------ | -------------------- | -------------------- | ------ | ------ |
| «Каракас»         | 2006–07           | 2         | 0         | 0                  | 0                  | 0                    | 0                    | 2      | 0      |
| «Каракас»         | Разом             | 2         | 0         | 0                  | 0                  | 0                    | 0                    | 2      | 0      |
| «Гент»            | 2007–08           | 15        | 0         | 0                  | 0                  | —                    | —                    | 15     | 0      |
| «Гент»            | 2008–09           | 25        | 2         | 1                  | 0                  | 2                    | 0                    | 28     | 2      |
| «Гент»            | 2009–10           | 32        | 3         | 7                  | 0                  | —                    | —                    | 39     | 3      |
| «Гент»            | Разом             | 72        | 5         | 8                  | 0                  | 2                    | 0                    | 82     | 5      |
| «Твенте»          | 2010–11           | 29        | 1         | 5                  | 0                  | 11                   | 1                    | 45     | 2      |
| «Твенте»          | 2011–12           | 30        | 1         | 2                  | 0                  | 9                    | 0                    | 41     | 1      |
| «Твенте»          | 2012–13           | 29        | 0         | 0                  | 0                  | 11                   | 0                    | 40     | 0      |
| «Твенте»          | 2013–14           | 30        | 1         | 1                  | 0                  | 0                    | 0                    | 31     | 1      |
| «Твенте»          | Разом             | 118       | 3         | 8                  | 0                  | 31                   | 1                    | 157    | 4      |
| «Малага»          | 2014–15           | 34        | 0         | 6                  | 0                  | 0                    | 0                    | 40     | 0      |
| «Малага»          | 2015–16           | 35        | 0         | 1                  | 0                  | 0                    | 0                    | 36     | 0      |
| «Малага»          | Разом             | 69        | 0         | 7                  | 0                  | 0                    | 0                    | 76     | 0      |
| Усього за кар'єру | Усього за кар'єру | 261       | 8         | 23                 | 0                  | 33                   | 1                    | 317    | 9      |

## Титули і досягнення
- Володар Кубка Бельгії (1):

«Гент»: 2009/10
- Володар Кубка Нідерландів (1):

«Твенте»: 2010/11
- Володар Суперкубка Нідерландів (2):

«Твенте»: 2010, 2011